# Fuerza Amarilla Sporting Club
La Fuerza Amarilla Sporting Club è una società calcistica ecuadoriana fondata nel 1999. Nel 2014 ha ottenuto la promozione in Serie A, la massima divisione del calcio ecuadoriano.

## Palmarès

### Altri piazzamenti
- Serie B:

Secondo posto: 2015

## Rosa 2019
| N. |                      | Ruolo | Calciatore        |
| -- | -------------------- | ----- | ----------------- |
| 1  | Ecuador (bandiera)   | P     | Jerónimo Costa    |
| 2  | Ecuador (bandiera)   | D     | Kevin Cherréz     |
| 4  | Uruguay (bandiera)   | D     | Federico Alonso   |
| 5  | Ecuador (bandiera)   | C     | Steven Zamora     |
| 6  | Ecuador (bandiera)   | D     | Javier Chila      |
| 7  | Argentina (bandiera) | C     | Mauricio Yedro    |
| 8  | Ecuador (bandiera)   | C     | Polo Wila         |
| 9  | Paraguay (bandiera)  | C     | Lauro Cazal       |
| 10 | Ecuador (bandiera)   | C     | Luis Bolaños      |
| 11 | Ecuador (bandiera)   | C     | Wagner Valencia   |
| 13 | Ecuador (bandiera)   | C     | Jean Carrillo     |
| 14 | Ecuador (bandiera)   | D     | Ángel Gracia      |
| 15 | Ecuador (bandiera)   | C     | Michael Endara    |
| 16 | Ecuador (bandiera)   | D     | Washington Mauret |

| N. |                      | Ruolo | Calciatore       |
| -- | -------------------- | ----- | ---------------- |
| 17 | Ecuador (bandiera)   | C     | Javier Charcopa  |
| 18 | Ecuador (bandiera)   | D     | Miguel Segura    |
| 20 | Uruguay (bandiera)   | C     | Danilo Cócaro    |
| 21 | Ecuador (bandiera)   | C     | Mike Rodríguez   |
| 22 | Ecuador (bandiera)   | C     | Henry Patta      |
| 24 | Ecuador (bandiera)   | C     | Byron Cano       |
| 25 | Ecuador (bandiera)   | C     | Manuel Lucas     |
| 27 | Ecuador (bandiera)   | D     | Diego Corozo     |
| 29 | Ecuador (bandiera)   | C     | Pablo Cifuentes  |
| 30 | Ecuador (bandiera)   | C     | Johao Montaño    |
| 33 | Ecuador (bandiera)   | P     | Luis Fernández   |
| 35 | Ecuador (bandiera)   | C     | Cristhian Cuero  |
| 43 | Ecuador (bandiera)   | D     | Eduardo Morante  |
|    | Argentina (bandiera) | A     | Federico Laurito |